# Alois Dorn
Alois Dorn (* 20. Mai 1908 in Mühlheim am Inn; † 24. August 1985 in Linz, Oberösterreich) war ein österreichischer bildender Künstler. Er war verheiratet mit der Schriftstellerin Gertrud Fussenegger.

## Leben und Schaffen
Der akademische Bildhauer Alois Dorn, „Bildhauer, Maler, Glasmaler, Mosaikkünstler“, Bruder der Malerin Johanna Dorn-Fladerer (1913–1988) und des wie er  als Bildhauer wirkenden Conrad Dorn (1915–1987),  war eines von zehn Kindern des Kleinkaufmannes Johann Dorn und dessen Frau Maria, geb. Karl und wuchs unter ärmlichen Verhältnissen in Suben am Inn auf.  Nach der Volksschule in Suben  und der Bürgerschule in Schärding  erhielt  er seine erste Ausbildung, die ihn zu seinem späteren Beruf hinführte, an der Fachschule für Holzbearbeitung in Hallstatt, was sich in der ihm gewidmeten  Kurzgeschichte „Eine kleine schwarze hölzerne Hand“ von Gertrud Fussenegger spiegelt. Der Arbeit am Holz galt auch in seiner späteren künstlerischen Tätigkeit seine besondere Vorliebe. Von 1927 bis 1933 (Abschluss als „Akademischer Bildhauer“) studierte Dorn an der Akademie der bildenden Künste München in der Meisterklasse von Joseph Wackerle. Wie dieser sah auch Dorn sich wohl in erster Linie als  Architekturbildhauer und weniger als Schöpfer freier Plastik rein zum Zwecke der Ausstellung in einem  Museum.
Am 31. Mai 1938 beantragte Dorn die Aufnahme in die NSDAP und wurde rückwirkend zum 1. Mai desselben Jahres aufgenommen (Mitgliedsnummer 6.224.305). Bis 1939 arbeitete er in München als gefragter freischaffender Bildhauer an zahlreichen Auftragsarbeiten. 1941 und 1943 stellte er je ein Werk auf der Großen Deutschen Kunstausstellung aus.
Nach der Entlassung aus dem Kriegsdienst richtete er sich ein Atelier in seinem Elternhaus ein, war von 1949 bis 1951  in Salzburg tätig und lebte von 1952 bis 1960 in Solbad Hall in Tirol bei  Gertrud Fussenegger, die er 1950 nach ihrer Scheidung von seinem Münchner Bildhauerkollegen Elmar Dietz heiratete und mit ihr einen Sohn, Lukas, hatte. Ab 1961 lebte er mit der Familie in Leonding in Oberösterreich.
Alois Dorn, der mit dem Berufstitel „Professor“ ausgezeichnet wurde,  war Mitglied der Künstlervereinigung MAERZ in Linz und der Innviertler Künstlergilde. Sein Grab befand sich  auf dem Friedhof von Gallneukirchen, für den er als eines seiner letzten größeren Werke an der Friedhofsmauer einen Kreuzweg aus Mosaikbildern geschaffen hatte, um „‚das Totengedenken an die Leidensgeschichte des Herrn zu binden‘. Die ‚Via Sacra‘, der Heilige Weg, beginnt mit der Verurteilung Jesu zum Tod, endet aber mit der Botschaft: ‚Der, den ihr sucht, ist auferstanden!‘“ Alois Dorn wurde nach dem Tod von Gertrud Fussenegger auf den Friedhof in Leonding umgebettet.
Im Oktober 2008 veranstaltete die Stadt Leonding zum 100. Geburtstag von Alois Dorn eine Gedenkausstellung in der „Galerie 44er Haus“.

## Werke (Auswahl)

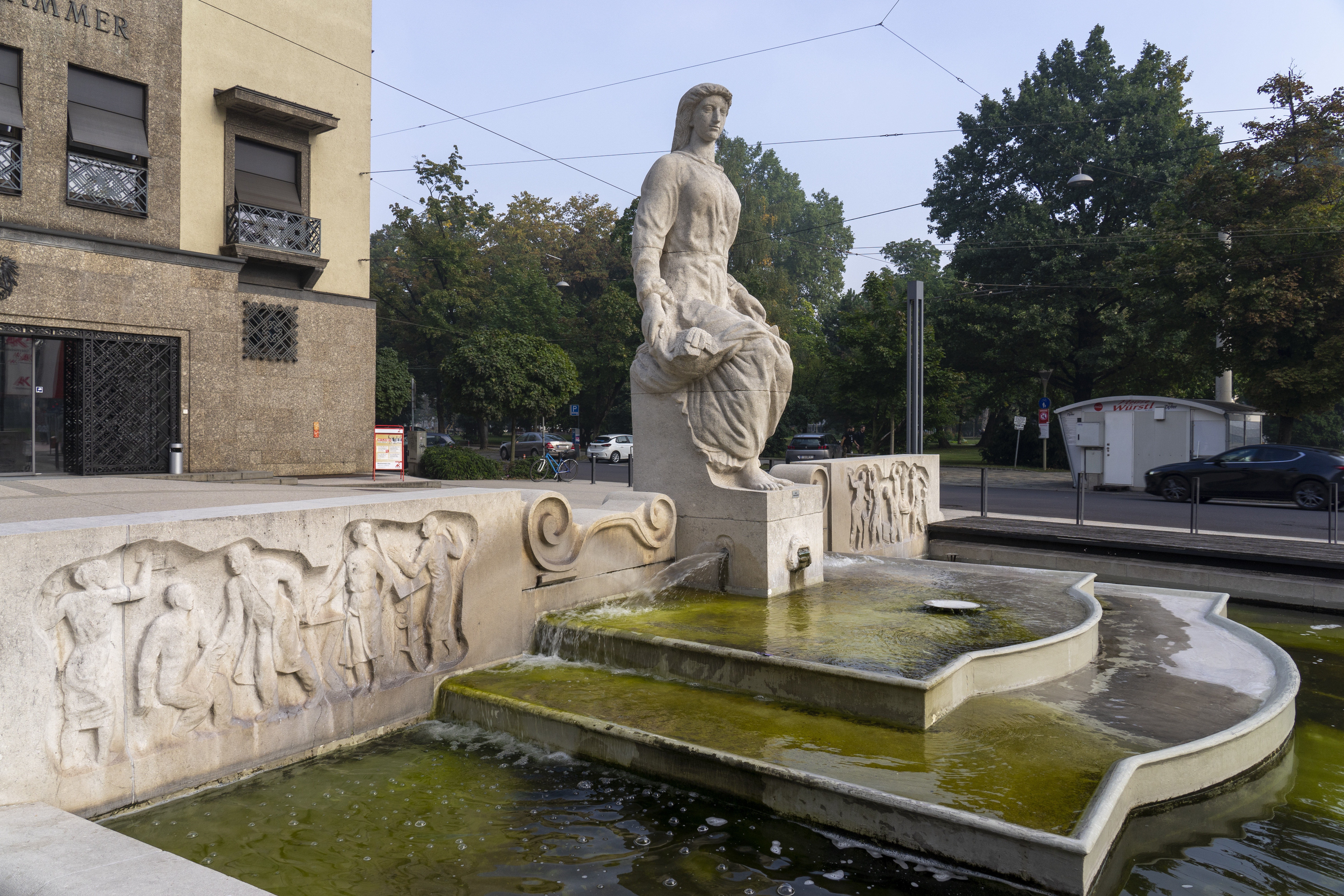
Brunnen vor der Linzer Arbeiterkammer (1949/1950)

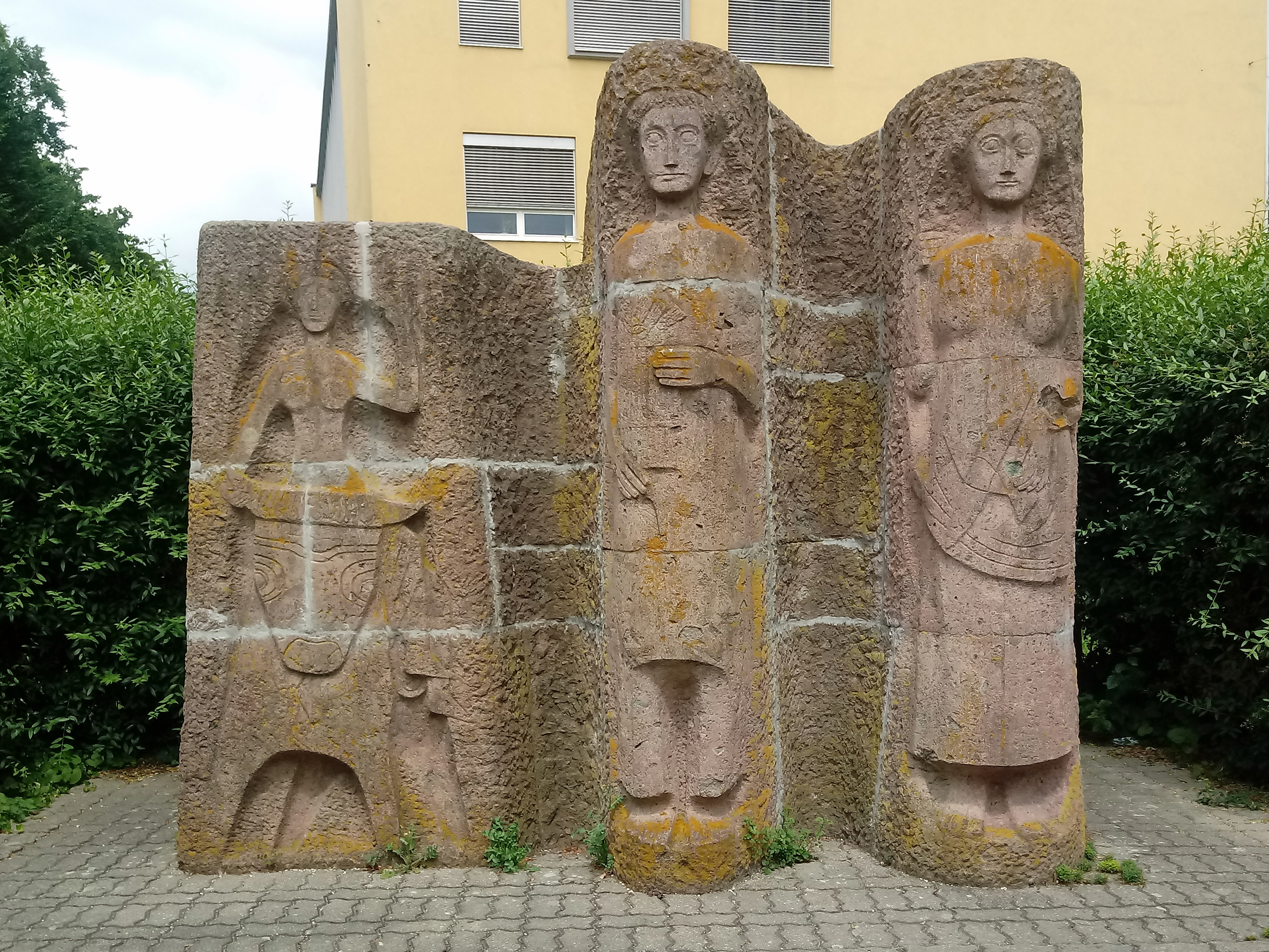
Europadenkmal vor der Europaschule Linz (1961)

- Europa auf dem Stier für den  Platz vor der Münchner Universität
- Brunnen vor der Linzer Arbeiterkammer (1949)[7]
- Denkmal für die Opfer beider Weltkriege in Wernstein am Inn (1953)
- Garnisons-Pionierdenkmal in Melk (1959)
- Europadenkmal vor der Europaschule Linz Lederergasse 35, Rathausviertel, Linz[11]
- Gallustor und Mosaikbild für die Stadtpfarrkirche Gallneukirchen
- Kreuzweg aus Mosaikbildern  an der Friedhofsmauer von Gallneukirchen (dazu ein Buch zusammen mit Gertrud Fussenegger)[12] (PDF-Datei; 80 kB)
- Schulhausportal in München * Säulenkapitelle und 12 bronzene Kronleuchter für den  Münchner Rathausfestsaal
- Gedenksäule in der Münchner Städtischen Kunstgalerie
- Geschnitzter Altar mit lebensgroßer Kreuzigungsgruppe in der Stadtpfarrkirche von Bad Aibling,
- Hl. Anna in  der Kirche St. Andrä in Salzburg
- zahlreiche Porträts und Grabdenkmäler in Holz, Stein, Bronze, Terrakotta in München, Regensburg, Salzburg, Vorarlberg, Oberösterreich
- Plastische Gruppen und Figuren für die Porzellanmanufaktur Nymphenburg
- Reliefs im Verwaltungsgebäude der VOEST Linz
- Ölgemälde, z. B. „Hafen“, „Fische“, „Großer Blumenstrauß“[13]